# Delalande-selyemkakukk
A Delalande-selyemkakukk (Coua delalandei) a madarak (Aves) osztályának kakukkalakúak (Cuculiformes) rendjébe, ezen belül a kakukkfélék (Cuculidae) családjába tartozó kihalt faj.
Ez a selyemkakukkok egyetlen, a történelmi idők során kihalt faja és egyben az egyetlen faj a kakukkfélék családjában, amelyik 1500 óta halt ki.
Tudományos nevét Pierre Antoine Delalande francia természettudós tiszteletére kapta.

## Előfordulása, élőhelye
A faj a Madagaszkár szigete mellett, attól északnyugatra található Nosy Boraha (vagy korábbi francia nevén Sainte Marie) szigetén volt honos. Madagaszkár fő szigetén nem mutathatók ki a madár maradványai korábbi időszakból se, így ott valószínűleg nem is volt honos soha.
A szigetet borító trópusi esőerdőkben élt.

## Megjelenése
Az Delalande-selyemkakukk volt a Coua nem  legnagyobb tagja, testhossza 56 centiméter volt, plusz ehhez jött még 25-30 centiméteres farka. Testének felső része sötétkék, torka és melle fehér, hasa gesztenyebarna, míg feje sötét ibolyaszínű színű volt. Arcán a nemre jellemző szem körüli csupasz bőrfelületet fekete tollkoszorú övezte. Háta és hosszú farka szintén kék színű volt, ez utóbbin zöldes árnyalatot lehetett megfigyelni. A külső faroktollak hegye fehér színű volt. Csőre, lábai feketék voltak.

## Életmódja
Elsősorban talajlakó faj volt. Fő táplálékát a különböző nagy testű szárazföldi csigafajok alkották. Ezeket úgy törte fel, hogy egy követ használt üllőnek, ahogyan azt néhány ma is élő rokon faja is teszi.

## Természetvédelmi helyzete

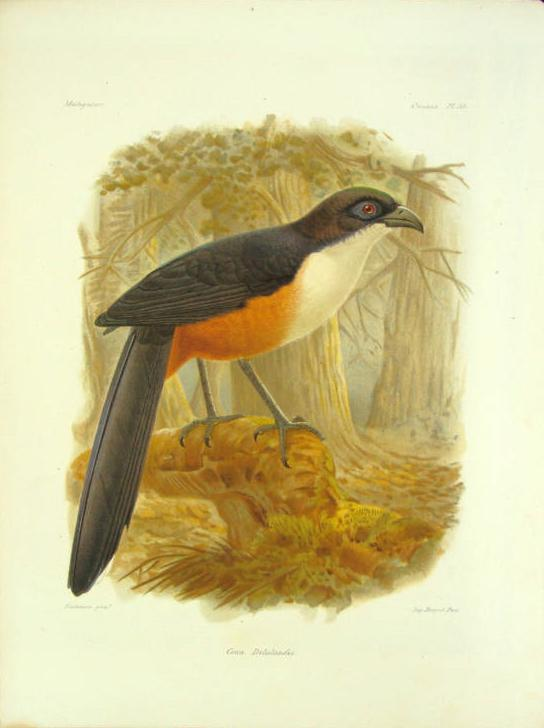
Rajz a madárról

A faj utolsó ismert egyedét 1834-ben J. A. Bernier gyújtötte be a párizsi Természettudományi Múzeum számára.
Ma már kideríthetetlen, hogy pontosan miért is halt ki, de a vadászat és az élőhely átalakítás is feltétlenül fontos ok kellett, hogy legyen.
Az 1920'-as években meg nem erősített információk terjengtek, hogy élhet a fajnak egy kis maradvány populációja Madagaszkár főszigetén, Fito és Maroantsetra térésgében (annak ellenére, hogy a fő szigetén nem mutathatók ki a madár maradványai korábbi időszakból). Ezen információk alapján Louis Lavauden francia zoológus expedíciót indított a faj megkeresésére a térségbe 1932-ben, de nem találtak semmit.
1937-ben Austin Loomer Rand ornitológus javaslatára végül hivatalosan is kihalt fajnak nyilvánították.
Mára összesen 13 preparált egyede maradt fent a fajnak a világ különböző nagyobb természettudományi múzeumaiban. A fennmaradt preparátumokat  London, Párizs, Leiden, Liverpool, New York, Cambridge (Massachusetts), Brüsszel, Stuttgart, Bécs és a madagaszkári Antananarivo múzeumaiban őrzik.

## Fordítás
- Ez a szócikk részben vagy egészben  a   Delalande-Seidenkuckuck című német Wikipédia-szócikk ezen változatának fordításán alapul.  Az eredeti cikk szerkesztőit annak laptörténete sorolja fel. Ez a jelzés csupán a megfogalmazás eredetét és a szerzői jogokat jelzi, nem szolgál a cikkben szereplő információk forrásmegjelöléseként.